# 明算 (宿曜師)
明算（みょうさん、永承2年（1047年）- 天仁2年5月14日（1109年6月14日）は、平安時代後期の僧侶・宿曜師。法隆寺別当で同じく宿曜師であった能算の子。
白河・堀河天皇や関白藤原師通に仕えて、度々日食・月食などの天文現象に際して宿曜勘文を提出した。永長2年（1097年）には長年の功績を理由に元興寺別当に補せられることを懇願する文書を出している（『御堂関白記』写本紙背文書）。長治2年（1105年）には大威儀師に任じられた（『僧綱補任』）。